# Gasteria disticha
Gasteria disticha es una especie de planta suculenta perteneciente a la familia Xanthorrhoeaceae. Es originaria de Sudáfrica.

## Descripción

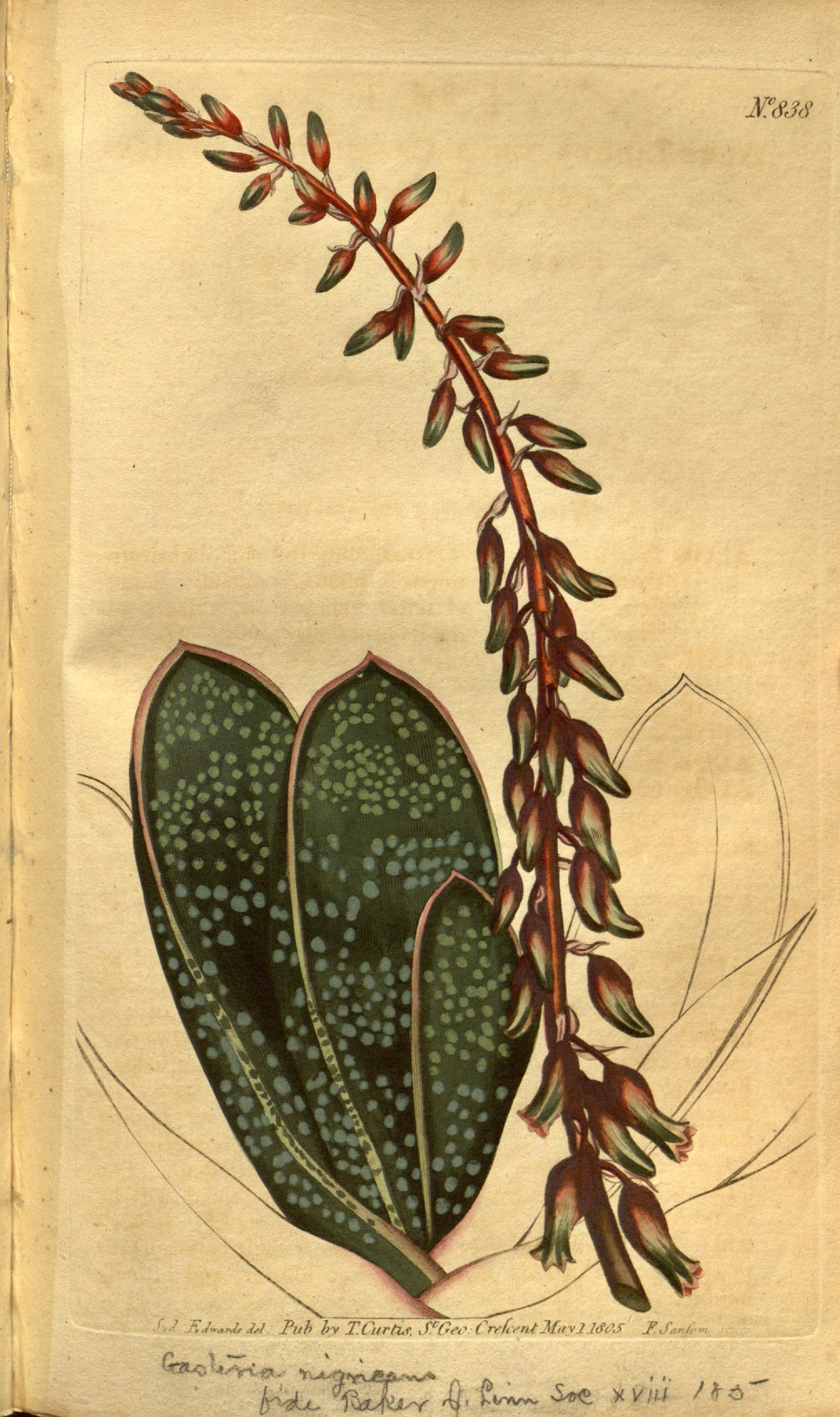
Ilustración de 1805

Es una planta herbácea perennifolia, suculenta con tallo de 20 a 60 cm de largo, las hojas, en número de 10-12, son dística, de 4-6 mm de largo,  planas en el haz y de color verde opaco con copiosas y pequeñas manchas blancas dispersas, son deltoides-cuspidadas. La inflorescencia en forma de racimo con brácteas diminutas, lanceoladas; el perianto largo oblongo, en forma de bola.

## Taxonomía
Gasteria disticha fue descrita por (Linneo) Haw. y publicado en Philos. Mag. Ann. Chem. 2: 351, en el año 1827.
Variedades aceptadas
- Gasteria disticha var. disticha

Sinonimia
- Aloe disticha L.
- Ptyas disticha (L.) Salisb.[5]